# Kevin Regan
Kevin Regan (South Boston, 25 luglio 1984) è un ex hockeista su ghiaccio statunitense.

## Carriera
Regan è stato un portiere di presa sinistra. Fu scelto dai Boston Bruins all'NHL Entry Draft 2003 al nono giro (277ª scelta assoluta) a diciannove anni.
Non arriverà mai ad esordire in NHL, giocando dapprima in USHL (vinse la Clark Cup coi Waterloo Black Hawks), poi in NCAA con la squadra della Università del New Hampshire e vestendo quindi le maglie dei farm team dei Bruins in AHL (Providence Bruins) e ECHL (Gwinnett Gladiators, Alaska Aces, Reading Royals).
Nel febbraio del 2010 un infortunio all'anca lo costrinse ad un intervento chirurgico, e non venne confermato. Per la stagione 2010-2011 venne ingaggiato dall'Hockey Club Valpellice, nella massima serie italiana. Venne confermato anche nella stagione successiva, dove però fu limitato da un nuovo infortunio.
Nell'agosto del 2012 fu ufficializzato il suo ritorno negli Stati Uniti d'America, dove andò a difendere la porta dei Wichita Thunder in CHL.
Fece ritorno in Europa dopo una sola stagione, quando si accasò nel campionato britannico Elite Ice Hockey League, coi Fife Flyers. Dopo due stagioni con la squadra scozzese, Regan ha annunciato, con un comunicato sul blog della moglie, il proprio ritiro per motivi familiari.

## Palmarès
- Clark Cup: 1

Waterloo Black Hawks: 2003-2004